# Robert Strassburg
Robert Strassburg (Brooklyn, New York, Verenigde Staten 30 augustus 1915 – 25 oktober 2003) was een vooraanstaande Amerikaanse dirigent, componist, musicoloog en muziekleraar in de twintigste eeuw. Hij rondde zijn muziekstudie af onder begeleiding van toonaangevende componisten zoals Igor Stravinsky, Walter Piston en Paul Hindemith. Met laatstgenoemde componist studeerde hij aan het muziekinstituut Tanglewood. Zijn academische studie voltooide hij aan de New England Conservatory of Music en de Harvard University waar hij een betrekking kreeg als docent Compositie. Hij behaalde ook een doctoraat in de Schone Kunsten aan de University of Judaism in Los Angeles. Als musicoloog wordt dr. Strassburg beschouwd als een belangrijke autoriteit op het gebied van de muziekstukken van componist Ernest Bloch.

## Biografie
De bijdragen van Robert Strassburg aan de verbetering van het muziekonderwijs in de VS waren uiteenlopend en veelomvattend van aard. Na zijn baan als docent bij het Brooklyn College (1947–1950) was hij artist-in-residence bij het Brandeis Arts Institute in Californië (1951–1955). In de tijd dat hij in Miami verbleef, richtte hij in 1958 het jeugdsymfonieorkest All-Miami Youth Symphony op, waar hij tot 1961 dirigent van was. Tegenwoordig is dit symfonieorkest bekend onder de naam het Greater Miami Youth Symphony en is het een van de oudste nog bestaande jeugdsymfonieorkesten in Florida. Ook was hij assistent-decaan van de faculteit voor Schone Kunsten van de University of Judaism (de huidige American Jewish University) in Los Angeles (1961–1966). Deze functie leidde in 1966 tot een benoeming tot professor in de muziek aan de California State University in Los Angeles.
De muzikale bijdragen van Strassburg als componist kwamen in een periode van 50 jaar tot stand. Lost, een van zijn eerste composities, werd al in 1945 voltooid en kreeg enthousiaste kritieken. Als muzikaal leider van verschillende synagogen toonde hij grote belangstelling voor Joodse liturgische muziek en schreef hij een aantal religieuze composities. In de daaropvolgende jaren schreef Strassburg ook veel niet-religieuze composities waaronder meer dan 30 muzikale bewerkingen van de gedichten van Walt Whitman. Later voltooide Strassburg nog een imponerende choral symphony in tien delen ter ere van dichter Walt Whitman getiteld Leaves of Grass (1992). Strassburg heeft ook meegewerkt aan het componeren van de muziek voor diverse films en aan begeleidende muziek voor theaterproducties zoals: King Lear, The Rose Tattoo, Anne of the Thousand Days en The House I Live In.
Strassburg was als docent Gevorderde Compositie, professor aan de universiteit en orkestdirigent een inspiratie voor verschillende generaties jonge en beginnende musici. Zijn geduldige stijl van lesgeven en enthousiaste toewijding raakten een gevoelige snaar bij al zijn studenten. Verschillende van zijn eerste studenten in de jaren 40 en 50 van de 20e eeuw werden later hooggewaardeerde instrumentalisten, solisten en orkestcomponisten. Tot deze groep behoorden John Serry, Sr., een beroemde concert-accordeonist en arrangeur/componist, en de orkestcomponist Yehudi Wyner.
Strassburg schreef een goed ontvangen biografie over Ernest Bloch getiteld Ernest Bloch: Voice in the Wilderness. Het onderzoeksmateriaal dat voor deze publicatie is gebruikt en de schriftelijke inzichten van Strassburg is onderdeel van de Belknap Collection for the Performing Arts. De collectie is voor onderzoeksdoeleinden gearchiveerd bij de University of Florida in Gainesville en kan daar ook worden ingezien.

## Muziekstukken
- Lost (1945)
- 4 Biblical Statements (1946)
- Fantasy and Allegro (1947)
- Torah Sonata (piano, 1950)
- The Heritage of Heaven (strijkorkest, 1955)
- Chelm (Opera, 1956)
- Psalm 117 (koormuziek, 1965)
- Tropal Suite (strijkkwartet, 1967)
- Terecentenary Suite (Viola & Piano)
- Patriarchs (strijkorkest)
- Migrations of a Melody (kamerorkest met een bariton als verteller)
- Festival of Lights Symphony (strijkorkest)
- Leaves of Grass: A Choral Symphony (koorsymfonie, 1992)
- Ma Tovu: High Holiday voor een voorzanger, gemengd koor (sopraan, alt, tenor, bas) met als optie een keyboard, 1993
- Prayer of Columbus (voor zang & piano, 1993)
- Three "Leaves of Grass" - Een trilogie van Walt Whitman (piano, 1996)
- Walt Whitman Cycle (tenor & orkest)
- Congo Square (opera)
- Kabbalat Shabbat (liturgisch)
- Mosaic Horizons (liturgisch)

## Archieven
Geluidsopnamen van diverse liturgische muziekstukken die door Robert Strassburg zijn gecomponeerd, zijn opgeslagen in het Milken Archive of Jewish Music.

## Muzikale invloeden
Strassburg had nauw contact met diverse andere componisten van zijn generatie zoals:
- Paul Ben-Haim
- Mario Castelnuovo-Tedesco
- Julius Chajes
- Erich Zeisl

- Gemeinsame Normdatei: 1120322006
- International Standard Name Identifier: 0000 0000 3205 547X
- Library of Congress Control Number: n93048679
- MusicBrainz: b96e49c2-fd31-4328-980e-80d43675d490
- Nationale Bibliotheek van Israël: 987007270518905171
- Réseau des bibliothèques de Suisse occidentale: 02-A026049807
- SNAC: w6st7nkc
- Système universitaire de documentation: 244078912
- Virtual International Authority File: 73065909
- WorldCat: E39PBJvmJkpgFgYDMxdxqPk4bd